# Лидьярд, Артур
Артур Лесли Ли́дьярд ONZ, OBE (англ. Arthur Leslie Lydiard; 6 июля 1917, Окленд — 11 декабря 2004, Хьюстон, Техас) — новозеландский бегун и тренер по лёгкой атлетике, популяризатор оздоровительного бега трусцой.

## Биография
Руководил подготовкой новозеландских олимпийских чемпионов и рекордсменов мира по бегу на средние и длинные дистанции Питера Снелла и Мюррея Халберга. Совместно с журналистом Гартом Гилмором в 1960—2000 годах написал ряд книг о спортивном и оздоровительном беге: «Бег ради жизни», «Бег к вершинам мастерства» и «Бег с Лидьярдом». Система подготовки бегунов Лидьярда была частично или полностью перенята многими тренерами по всему миру.
В конце 1960-х гг. около полутора лет работал в Финляндии и участвовал в подготовке таких известных бегунов как олимпийский чемпион 1972 года Пекка Васала и четырёхкратный олимпийский чемпион 1972 и 1976 годов Лассе Вирен.
Умер 11 декабря 2004 года в возрасте 87 лет от остановки сердца в Техасе во время поездки с серией лекций.
В сентябре 2011 года в Окленде состоялся первый марафон, посвящённый Лидьярду — The Lydiard Legend Marathon and Arthur’s Half Marathon.

## Награды
- Офицер ордена Британской империи (1962)
- Дополнительный член ордена Новой Зеландии (1990)